# Солонка (Волгоградская область)
Солонка — село в Нехаевском районе Волгоградской области России, административный центр и единственный населённый пункт Солонского сельского поселения.
Население — 859 (2021).

## История
Основано в XVIII веке. По рассказам старожилов, Солонка основана беглыми крестьянами-греками из слободы Бутурлиновки Воронежской области и получила наименование в честь греческого мыслителя, политика и литератора Солона . Впоследствии слобода Солонка находилась во владении помещика Бокова. На карте Российской империи 1816 года слобода обозначена под названием Солонка Бокова.
До 1852 года из крупных строений в слободе имелась одна деревянная церковь. Деревянная церковь Рождества Христова, которая впоследствии сгорела, была куплена и привезена из станицы Усть-Бузулукской в 1789 году. В 1854 году появилось первое каменное строение — храм Архангела Гавриила (закрыт в 1929 году)
После отмены крепостного права в 1861 году Солонка стала именоваться волостным центром, был избран волостной староста, писарь и полицейский урядник. В 1876 году слобода относилась к Хопёрскому округу Области Войска Донского

## География
Село расположено на западе Нехаевского района, у границы с Воронежской и Ростовской областями, в пределах Калачской возвышенности, относящейся к Восточно-Европейской равнине, в балке Лог (бассейн реки Песковатки). Рельеф местности — холмисто-равнинный, сильно расчленённый овражно-балочной сетью. Село окружено полями, имеются полезащитные насаждения. Высота центра населённого пункта — 164 метров над уровнем моря. Почвы — чернозёмы обыкновенные. Почвообразующие породы — глины и суглинки
По автомобильным дорогам расстояние до районного центра станицы Нехаевской — 46 км, до областного центра города Волгограда — 390 км
Климат
Климат умеренный континентальный (согласно классификации климатов Кёппена — Dfb). Среднегодовая температура воздуха положительная и составляет + 6,8 °C. Средняя температура самого холодного января −9,0 °С, самого жаркого месяца июля +21,5 °С. Многолетняя норма осадков — 503 мм. В течение года количество осадков распределено относительно равномерно: наименьшее количество осадков выпадает в феврале (норма осадков — 30 мм), наибольшее количество — в июне (53 мм).
Часовой пояс
Солонка, как и вся Волгоградская область, находится в часовой зоне МСК (московское время). Смещение применяемого времени относительно UTC составляет +3:00.

## Население
Динамика численности населения
| 1864 | 1915 | 1989   |
| ---- | ---- | ------ |
| 877  | 1445 | ≈ 1400 |

| 2010 | 2012  | 2013  | 2014 | 2016 | 2017 | 2018 |
| ---- | ----- | ----- | ---- | ---- | ---- | ---- |
| 1064 | ↘1036 | ↘1006 | ↘987 | ↘945 | ↘930 | ↘901 |
| 2019 | 2020  | 2021  |      |      |      |      |
| ↘867 | ↘857  | ↗859  |      |      |      |      |

## Известные уроженцы
- Болотов, Павел Васильевич (1916—1985) — советский офицер, танкист, участник Великой Отечественной войны, Герой Советского Союза (1945).